# Øygarden
Øygarden là một xã ở hạt Hordaland, Na Uy.
Øygarden được lập làm xã ngày 1 tháng 1 năm 1964 - sau khi sáp nhập Hjelme và một số khu vực của Herdla.
Xã này gồm một loạt đảo ở phía bắc đô thị Fjell.
Tên gọi øygard nghĩa là 'dãy (hàng rào) các đảo'.